# Za svoje godine
Za svoje godine šesti je studijski album Jelene Karleuše. Izdala ga je izdavačka kuća Best Records 2001. godine. Album je prodan u nakladi od 200 000 primjeraka.

## Pozadina
Jelena se vraća na glazbenu scenu s novim albumom nakon pauze uzrokovane ubojstvom njenog zaručnika. Posvećuje mu pjesmu „Balada za Zorana“.

## Popis pjesama
| Br. | Skladba             | Trajanje |
| --- | ------------------- | -------- |
| 1.  | »Ludača«            | 3:50     |
| 2.  | »Bezobrazna«        | 3:37     |
| 3.  | »Pregorela«         | 3:35     |
| 4.  | »Bye, bye«          | 3:32     |
| 5.  | »Za tobom hodam ja« | 3:21     |
| 6.  | »Pa, naravno«       | 3:21     |
| 7.  | »Nije ona nego ja«  | 4:02     |
| 8.  | »Mene pale«         | 3:26     |
| 9.  | »Balada za Zorana«  | 4:21     |

## Izdanja
| Regija         | Datum | Format(i)  | Izdavač                       |
| -------------- | ----- | ---------- | ----------------------------- |
| SR Jugoslavija | 2001. | CD, kaseta | Best Records, JVP Vertrieb AG |